# An Khánh (phường)
An Khánh là một phường thuộc Thành phố Hồ Chí Minh, Việt Nam.

## Địa lý
Phường An Khánh nằm ở phía tây nam thành phố Thủ Đức, có vị trí địa lý:
- Phía đông giáp các phường An Phú và Bình Trưng Tây
- Phía tây giáp phường Thủ Thiêm và quận Bình Thạnh
- Phía nam giáp phường An Lợi Đông và Quận 7
- Phía bắc giáp phường Thảo Điền.

Phường có diện tích 4,02 km², dân số năm 2021 là 26.639 người, mật độ dân số đạt 6.626 người/km².

## Hành chính
Phường An Khánh được chia thành 15 khu phố, đánh số từ 1 đến 15.

## Lịch sử
Dưới thời nhà Nguyễn, địa bàn phường An Khánh gần tương ứng với làng Bình Khánh thuộc tổng Bình Trị Trung, huyện Bình Dương, phủ Tân Bình, tỉnh Gia Định.
Đến thời Pháp thuộc, làng Bình Khánh hợp nhất với các làng An Lợi Xã và An Lợi Đông thành làng An Khánh Xã, lúc này trực thuộc tổng An Bình, quận Thủ Đức, tỉnh Gia Định.
Sau năm 1956, các làng gọi là xã. Năm 1966, chính quyền Việt Nam Cộng hòa sáp nhập xã An Khánh Xã vào Đô thành Sài Gòn và chia thành 2 phường An Khánh và Thủ Thiêm thuộc quận 1. Tuy nhiên, đầu năm 1967, các phường An Khánh và Thủ Thiêm lại được tách ra để thành lập Quận 9 thuộc Đô thành Sài Gòn.
Năm 1976, Quận 9 bị giải thể, các phường An Khánh và Thủ Thiêm được sáp nhập vào huyện Thủ Đức và đổi thành hai xã có tên tương ứng. Bình Khánh lúc này là một ấp thuộc xã An Khánh.
Ngày 6 tháng 1 năm 1997, Chính phủ ban hành Nghị định số 03-CP. Theo đó:
- Chuyển xã An Khánh về Quận 2 mới thành lập
- Thành lập phường An Khánh trên cơ sở 169 ha diện tích tự nhiên và 12.865 người của xã An Khánh
- Thành lập phường Bình Khánh trên cơ sở 226 ha diện tích tự nhiên và 6.580 người của xã An Khánh
- Thành lập phường Bình An trên cơ sở 169 ha diện tích tự nhiên và 6.774 người của xã An Khánh.

Đến năm 2019, phường Bình Khánh có diện tích 2,03 km², dân số là 4.333 người; phường Bình An có diện tích 1,89 km², dân số là 18.821 người.
Ngày 9 tháng 12 năm 2020, Ủy ban thường vụ Quốc hội ban hành Nghị quyết 1111/NQ-UBTVQH14 về việc sắp xếp các đơn vị hành chính cấp huyện, cấp xã và thành lập thành phố Thủ Đức thuộc Thành phố Hồ Chí Minh (nghị quyết có hiệu lực từ ngày 1 tháng 1 năm 2021). Theo đó:
- Thành lập thành phố Thủ Đức trên cơ sở sáp nhập toàn bộ diện tích và dân số của Quận 2, Quận 9 và quận Thủ Đức
- Sáp nhập toàn bộ diện tích và dân số của phường An Khánh vào phường Thủ Thiêm
- Thành lập phường An Khánh (mới) trên cơ sở sáp nhập toàn bộ diện tích và dân số của hai phường Bình An và Bình Khánh.

Ngày 16 tháng 6 năm 2025, Ủy ban Thường vụ Quốc hội ban hành nghị quyết sắp xếp đơn vị hành chính cấp xã của Thành phố Hồ Chí Minh năm 2025. Theo đó, sắp xếp toàn bộ diện tích tự nhiên, quy mô dân số của các phường Thủ Thiêm, An Lợi Đông, Thảo Điền, An Khánh và một phần diện tích tự nhiên, quy mô dân số của phường An Phú thành phường mới có tên gọi là phường An Khánh.